# Ampelocissus javalensis
Ampelocissus javalensis là một loài thực vật hai lá mầm trong họ Nho. Loài này được (Seem.) W.D.Stevens & A.Pool miêu tả khoa học đầu tiên năm 1999.